# Zambra (przystanek kolejowy)
Zambra (wł. Stazione di Zambra) – przystanek kolejowy w Sesto Fiorentino, w prowincji Florencja, w regionie Toskania, we Włoszech. Znajduje się na liniach Bolonia – Florencja i Florencja – Lukka.
Według klasyfikacji RFI ma kategorię srebrną.

## Linie kolejowe
- Linia Bolonia – Florencja
- Linia Florencja – Lukka